# Піддубна Тетяна Вікторівна
Піддубна Тетяна Вікторівна  (нар. 6 березня 1952, Братськ, РРФСР) — радянський, український художник по костюмах. Заслужений працівник культури України (1999).

## Життєпис
Народилась 6 березня 1952 р. в Братську (РРФСР) в родині службовця. 
Закінчила Одеське театрально-художнє училище (1971). 
Працює на Одеській кіностудії. 
Член Національної Спілки кінематографістів України.

## Фільмографія
Брала участь у створенні фільмів:
- «Контрабанда» (1974)
- «Подорож місіс Шелтон» (1975)
- «Квіти для Олі» (1976)
- «Втеча з в'язниці» (Ї977)
- «Очікування» (1981)
- «4:0 на користь Тетянки» (1982)
- «Що у Сеньки було» (1984)
- «Дайте нам чоловіків!» (1984)
- «Поки не випав сніг...» (1984)
- «В одне-єдине життя»
- «Без сина не приходь!» (1986)
- «Приморський бульвар» (1987)
- «Повітряні пірати» (1992)
- «Вітер у місті» (1995)
- «Поїзд до Brooklyna» (1995, Росія—Україна)
- «Без нашийника» (1995)
- «Афери, музика, любов» (1997)
- «Доглядачі пороку» (2000)
- «Посмішка Бога, або Чисто одеська історія» (2008, Росія) та ін.

## Нагороди
- Звання "Заслужений працівник культури України"